# Pleading the belly

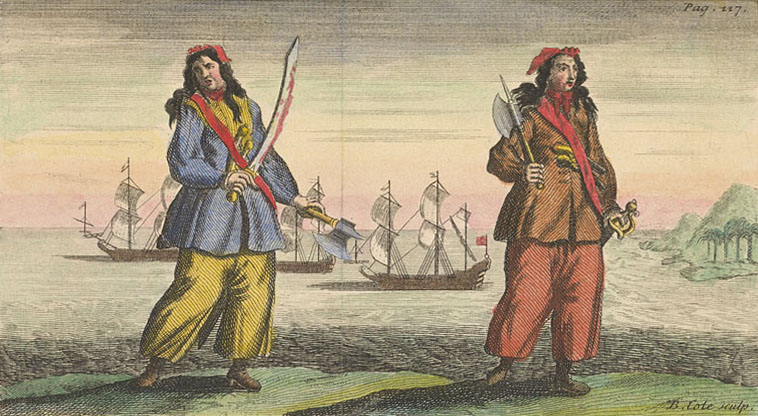
Anne Bonny et Mary Read, pirates ayant toutes les deux utilisé le pleading the belly.

Le pleading the belly (litt. « plaider le ventre ») est un ancien procédé de common law dans le système juridique en Angleterre et au Pays de Galles qui permettait aux femmes enceintes ayant été condamnées à mort de n'être exécutées qu'après la naissance de l'enfant.

## Historique
Cet appel existe depuis au moins 1387 et est rendu obsolète après le Sentence of Death (Expectant Mothers) Act 1931, qui dispose que la peine de mort d'une femme enceinte sera automatiquement remplacée par une peine d'emprisonnement à vie avec travaux forcés.

## Concept
L'appel n'est pas une défense et ne peut être fait qu'après un verdict de culpabilité. Au moment de l'appel, la condamnée a le droit d'être examinée par un jury de mères de famille (jury of matrons (en)), généralement sélectionnées parmi les femmes présentes au jugement. Si elle est enceinte d'un fœtus assez avancé pour qu'on puisse le sentir bouger, la condamnée est emprisonnée jusqu'à la première séance de pendaisons après l'accouchement.
Des documents de l'Old Bailey sous les règles d'Élisabeth Ire et Jacques Ier montrent que les femmes qui faisaient cet appel étaient souvent graciées ou déportées plutôt que pendues. Même les femmes exécutées l'étaient souvent longtemps après la date prévue par la loi.
Souvent, les femmes étaient considérées enceintes à tort. Dans les Heurs et malheurs de la fameuse Moll Flanders, Daniel Defoe inclut une femme qui a déplacé son exécution « n'attendant pas plus d'enfant que le juge qui l'avait condamnée ». Dans The Beggar's Opera de John Gay, une scène parle d'un personnage qui gagne de l'argent en « aidant les femmes à devenir enceintes quand elles sont condamnées ».
Pour éviter un abus du système, la loi prévoyait qu'aucune femme ne pouvait demander un deuxième délai, même si elle était enceinte pour la deuxième fois. Si une femme prisonnière tombait enceinte, le shérif ou son geôlier était condamné à une amende.

## Cas notables
Les pirates Anne Bonny et Mary Read ont toutes les deux utilisé le pleading the belly pour retarder leur exécution. Read est morte de la fièvre en prison.